# Exarhat
Exarhatul este denumirea dată unui teritoriu pe care își desfășoară activitatea un exarh. Un exarhat este o întindere extrateritorială a unei eparhii care nu are în spațiul ei obișnuit acel teritoriu, dar își poate desfășura activitatea pe întinsul lui în mod obișnuit și canonic.
Acesta este un termen bisericesc, folosirea lui în alt context nefiind tot timpul relevantă.